# パワーアップキット
パワーアップキット（PowerUpKit）は、コンピュータゲーム、特にシミュレーションゲームにおいて機能の拡張を目的として販売されるソフトウェアで、拡張パックの一種である。
「パワーアップキット」という名称の拡張パックはコーエーテクモゲームス（旧コーエー）作品に多いが、それ以外にも複数のゲームメーカーより発売されており、またゲーム以外の実用ソフトでも存在する（例：コーエー子会社のエルゴソフトなど）。さらに「パワーアップキット」が有償ではなく、無償でダウンロードできる場合もある。しかし頻繁に話題に上るのはコーエー製ゲームに関する、有料で販売されるものであることが多い。この理由から以降コーエーのパワーアップキットに限定して述べるが、他社の作品においても共通する部分が多いようにも記述する。

## 略称・通称
しばしば「PK」「PUK」「パワキ」などと略される。PKと略される言葉にはさまざまなものがあるため、混乱を防止したい場合は比較的そのおそれの少ない「PUK」が使われる。本項では混乱のおそれが少ないため以降「PK」と略す。
またPKを適用前のソフトは「無印」「通常版」「非PK」「PKなし」などと呼ばれる。こちらも同様に、あるいはそれ以上に混乱を避けるためにどの言葉が用いられるかは変わってくる。例えば「通常版」では限定版もPKも発売される場合に「PKを適用前のソフト」か「限定版ではないソフト」かの区別が付きづらい。また『信長の野望・嵐世記』におけるゲームバランスの設定項目は「本体」「PK」となっているが、これも文脈によってはゲーム機本体などとの混同が起きやすい。本項では以降便宜上「無印」で統一する。

## パソコン版とコンシューマ版の違いと混乱
パワーアップキットはパソコン版の場合、無印発売からたいてい半年から1年程度の間隔を空け、無印と別売りで発売される。単体で販売されるほか、「withパワーアップキット」（あるいは「withPK」「withPUK」）として無印とPKのセットでも発売される。その場合しばしば別々に買った場合よりもやや割安の価格で発売されることが多い。無印とPKを別々に買った場合もwithPKを買った場合も、無印をインストール後にPKをインストールすることになる。インストール時は作品により無印のプログラムがPKにより上書きされ、以降は（例えばいったんPKごとアンインストールし、無印のみを再インストールしない限り）無印でのプレイができなくなる場合と、無印とは別フォルダにPKがインストールされ、引き続き無印でのプレイも可能な場合がある。PKのインストール以降は前者の場合は常に、後者の場合もPKでの追加要素を含んでプレイする際はPKのディスクを入れることとなる。
一方コンシューマ版の場合、無印版とwithPK版が発売される。withPKはそれのみで起動可能で、無印は必要ない。また場合によっては無印のデータをPKに引き継げるなど、既に無印をプレイしている場合に利点があることもある。過去にPKのみでのいわゆるアペンドディスク、PKディスクからの起動はできずに無印で起動後にPKとディスクを入れ替えるなどして使用する形でリリースのケースが他社も含めてあるかどうかは未確認である。
ただし『信長の野望・天翔記』、『三國志IV』のWindows 95版などは「withパワーアップキット」が1枚のディスクになっている。この場合は無印とPKが一体化されたプログラムとなっており、無印のみをインストールすることはできない。これらの作品についても当初はWin版の無印も発売されたが、ちょうどPC-98およびDOS/VからWindows 3.1、さらにはWindows 95への過渡期の作品だったため無印がWindows 98以降への互換性が十分でなかったこと、それから当時のプログラム容量が比較的小さく、CD-ROM1枚に十分収まる量だったことなどさまざまな事情からか、「withPK」が1枚のディスクになって発売された。また当初CD-ROM版で販売された作品がDVD-ROM版で再発売される際に、CD-ROM版では別々のディスクだったものがDVD-ROM版では1枚のディスクとなることもある。
以上により、パソコン版の場合は（無印をインストールすることなく）PKだけを購入してもインストール及びプレイはできない。しかし、パソコン版・コンシューマ版問わず文脈により「PK」が「PK単体」のみならず「withPK」「PKインストール後のゲーム」などを表すこともある。

## 発売の背景
「三國志シリーズ」では『IV』よりパワーアップキットが発売されたが、この背景には『III』において改造データが他社により販売されたことが少なからず関係している（三國志III事件）。「信長の野望シリーズ」では『覇王伝』よりPKが発売されたが、PC98版のみで他機種版は発売されなかった。『覇王伝』の次の作品『天翔記』よりWindows版やその他コンシューマ版でもPKが発売になった。
もう一つの発売理由として、ユーザーからの要望が挙げられる。コーエーにはユーザーから数多く登場人物（歴史シミュレーションに限れば登場武将）に関する意見や、自分が考えた能力数値表や登場させてほしい武将の資料などが送られることもあり、そういった意見に応えるためのツールとしての側面もある。また月刊「LOGiN」誌上で戦国武将と三国志の武将の史実における実績を紹介した上でコーエーゲームの能力数値設定と比較検証するコーナーが人気を呼んだことも影響している。
コーエー作品については、「三國志シリーズ」・「信長の野望シリーズ」でのパワーアップキット発売は半ば恒例となっており、コーエー側はPKでのシステム追加及びゲームバランス調整やバグ修正、ユーザー側も無印発売時には購入せず、PK（さらには初回版発売から一定期間が経過してから発売されることの多いKOEI The Bestやコーエー定番シリーズなどの廉価版）の発売を待っての購入する者の存在と、両者ともPKの発売を前提としている面がある。また、そのため無印での完成度の向上などを要望する意見もコーエー運営のGAMECITY掲示板などにも寄せられている。
一方で一度発売された作品のシステムを再活用することで作品の寿命を伸ばすことができるため、シミュレーションゲームにおいてパワーアップキット、あるいはより一般的に拡張パックが発売されることはコーエー作品に限ったことではない。また有料での拡張パック販売はコーエー以前からも行われていた。にも関わらずパワーアップキット批判が目立つ理由としては、コーエー以外の作品（特に海外メーカーの作品）では拡張パックなしでもエディタが搭載されるケースがあることや、コーエーシミュレーションの特性（詳しくは同項目参照）も関係している。

### 類似の概念
同じくコーエーが発売しているアクションゲームシリーズ「無双シリーズ」の「猛将伝」もゲームの機能を拡張する点ではパワーアップキットと共通するが、無印なしでもプレイはできる。ただし無印と「猛将伝」両方がなければ全てのモードはプレイできない。「With 猛将伝」として無印と猛将伝を1本にまとめたバージョンもある。似たコンセプトの商品として「Empires」があるが、これは無印購入者に対するサービスが付加されるだけで単体でもすべてのモードでプレイすることが可能である。
パソコン版でも『鋼鉄の咆哮2 ウォーシップコマンダー』のエクストラキットは無印がなくてもインストールでき、「猛将伝」などと共通している。

## 内容
作品により「パワーアップ」される要素は異なるが、代表的なものを挙げる。
- 各種エディタ（主に人物、拠点、アイテムなど）：PK登場初期の作品は新キャラクター（歴史シミュレーションの場合は新武将）作成もパワーアップキットが必要だったが、後の作品では新キャラ作成は無印でも可能になり、PKに搭載されるのは既存キャラクターの能力を編集するためのものとなった。
- 新シナリオ・新イベント・新キャラクターの追加
- 新ルール・新要素の追加
- 思考ルーチンの強化
- 短時間プレイ向けモード：あらかじめ決められた（もしくはプレイヤー自身の設定した）目標をクリアすることを目指す。達成の可否により次の目標が決められるものもある。1プレイが長くなりがちなシミュレーションを短時間でも楽しめるようになっている。
- 関連知識の事典機能
- 年表作成機能

特にエディタについてはユーザー側で難易度調整をするための手段として極めて重要である。具体的には自分の陣営に有利に編集を行えば、ゲーム初心者でもクリアが容易になる。逆にあえて不利になるよう編集すれば、ゲームの熟練者にも手応えを感じるようなプレイができる。また自分の好きな史実上の（あるいは架空の）キャラクターを出すことで、より感情移入することも可能になる。そのためパソコン版の場合には、PKの発売前に（あるいは発売後もPK搭載のエディタを補うために）私家版エディタがユーザー間で作成されるケースもあり、それを利用するユーザーもいる。